# Tikal (spil)
 For alternative betydninger, se Tikal. (Se også artikler, som begynder med Tikal)
Tikal er et brætspil af designertypen. Det er designet af Wolfgang Kramer og Michael Kiesling og er det første i deres Mask Trilogy, som også omfatter Java og Mexica. Spillet blev udgivet i 1999 af Ravensburger på tysk og Rio Grande Games på engelsk. Spillet er navngivet efter maya-lokaliteten Tikal i Guatemala.

## Priser
- Spiel des Jahres (1999)
- Deutscher Spiele Preis (1999)
- Best Multiplayer Strategy Game (2000) uddelt af Games Magazine
- International Gamers Awards: Best Multi-Player General Strategy Game (2000)